# VHV Allgemeine Versicherung

Firmensitz der VHV Gruppe und ihrer Tochtergesellschaft VHV Allgemeine Versicherung in Hannover

Die VHV Allgemeine Versicherung AG ist ein deutsches Versicherungsunternehmen mit Sitz in Hannover. Als Teil der VHV Gruppe ist die VHV als Bauspezial- sowie Kfz- und Haftpflichtversicherer einer der großen deutschen Anbieter in der Schaden- und Unfallversicherung. Über 14.000 Vermittler verkaufen die Versicherungen.

## Geschichte
Die VHV Versicherung hat ihren Ursprung in der 1919 gegründeten Haftpflicht-Versicherungsanstalt der Hannoverschen Baugewerks- und Berufsgenossenschaft. Bauunternehmer gründeten sie als Selbsthilfeeinrichtung. Im April 1919 eröffnete der hannoversche Architekt Friedrich Schermer die erste konstituierende Sitzung. Bis heute ist die Konzernmuttergesellschaft, die VHV Vereinigte Hannoversche Versicherung a. G., ein Verein auf Gegenseitigkeit. Daher verbleiben die Gewinne zu 100 Prozent in der VHV Gruppe. Die VHV profitierte von der Einführung einer eigenständigen Kfz-Versicherung, die bis heute die größte Sparte der Versicherung ist. In den 1950er Jahren waren rund 24.000 Betriebe bei der VHV versichert, was sie zum damals zweitgrößten Haftpflichtversicherer Deutschlands machte.
1973 erfolgte die Gründung der Tochtergesellschaft VAV Versicherungen in Österreich. 2003 kam es zur Fusion der VHV mit der Hannoversche Lebensversicherung – es entstand die VHV Gruppe.
2005 erfolgte eine Zusammenfassung des Kompositgeschäfts in der VHV Allgemeine Versicherung.
Seit 2008 begleitet die VHV Baukunden auch ins europäische Ausland zum Beispiel nach Frankreich, wo die RC Décennale Versicherung für Bauprojekte angeboten wird.
2012 startete die Kooperation mit der ITAS Versicherungsgruppe in Italien. Gemeinsam wurden Produkte für den italienischen Markt entwickelt.
2015 erfolgte die Gründung der Rückversicherungsgesellschaft VHV Reasürans A. Ş. in Istanbul. Im Jahr 2021 wurde eine Niederlassung in Paris gegründet.

## Tätigkeit und Produkte
Die VHV bietet u. a. verschiedene Kompositversicherungen aus den Bereichen Sach-, Haftpflicht-, Unfall- sowie technische Versicherungen und Kraftfahrzeugversicherungen an. Versichert werden auch erneuerbare Energiequellen wie private und gewerbliche Solaranlagen. Für Wärmepumpen wird ebenfalls eine Allgefahrendeckung angeboten. Darüber hinaus werden Kautions- bzw. Kreditversicherungen vertrieben sowie Rechtsschutzversicherungen und „Cyberversicherungen“.
Ferner bietet die VHV als einziger deutscher Versicherer eine zehnjährige Gewährleistungsversicherung (sog. R.C. Décennale) nach französischem Recht an. Über die VHV Allgemeine und VHV Reasürans werden zudem verschiedene Rückversicherungsprodukte z. B. fakultative Rückversicherungsdeckungen angeboten.
Diese Produkte vertreibt der Konzern über verschiedene Vertriebswege:
- über den Vermittlerweg; insgesamt arbeitet die VHV mit mehr als 14.000 Vermittlern zusammen[8]
- über den Direktvertrieb; Online-Vertrieb über vhv.de
- über einen Spezialvertrieb für Kunden der Bauwirtschaft